# Alain Descombels
Alain Descombels, né le 6 novembre 1953 à Aix-en-Provence, est un chef d'entreprise et homme politique français de Nouvelle-Calédonie.

## Biographie
Alain Descombels naît le 6 novembre 1953 à Aix-en-Provence.

### Chef d'entreprise
Entrepreneur, il dirige dans les années 1980 et 1990 le groupe Autodistribution, devenu Cadis, puis Service plus, aujourd'hui disparu après le rachat de la carte Midas par Caillé,. 
Il prend des responsabilités au sein de la Fédération des petites et moyennes entreprises, dont il devient directeur général en 1979, puis président en 1999.
Alain Descombels est président de la Société de Financement et de Développement de la Province Sud (PROMOSUD).

### Engagements politiques
Après avoir milité au RPCR, Alain Descombels devient l’un des membres fondateurs de l’Avenir ensemble, puis de Calédonie ensemble. 
Ancien élu du Congrès de 2004 à 2009, il se présente aux élections législatives de 2017 comme candidat divers droite dans la première circonscription. 
En 2019 il est investi tête de liste du Rassemblement national en Province Sud aux élections provinciales de 2019,.
Lors des élections législatives de 2022, il est candidat Rassemblement national en Province Sud de Nouvelle-Calédonie, où il échoue à se faire élire.

### Vie personnelle
Alain Descombels est père de trois enfants.

## Publication
- Alain Descombels et Gaël Lagadec, Quelle économie pour la Nouvelle-Calédonie ?, 2007 (ISBN 9782952995405)